# Університет Каліфорнії
Університет Каліфорнії (англ. The University of California),  UC — об'єднання 10 публічних каліфорнійських університетів. Статус «публічний» означає, що система одержує фінансування з ряду джерел, включаючи бюджет штату Каліфорнія (бл. 30 %), і керівництво нею здійснює Рада регентів Каліфорнійського університету (англ. The Regents of the University of California), яку призначає губернатор штату.
Всього в системі університетів Каліфорнії навчаються понад 191 000 студентів. Найстарішим і одним з найпрестижніших в системі університетів Каліфорнії є Каліфорнійський університет у Берклі, заснований у 1868 році.

## Структура університету
1. Університет Каліфорнії у Бельмонті (Belmont), IOU
2. Університет Каліфорнії у Берклі (Berkeley) — головний кампус
  - Школа бізнесу Хааза (Haas School of Business)
  - Інститут бізнесу і економічних досліджень
3. Університет Каліфорнії у Девісі (Davis), UC Davis
4. Університет Каліфорнії в Ірвайні (Irvine), UCI
5. Університет Каліфорнії у Лос-Анджелесі (Los Angeles), UCLA
6. Університету Каліфорнії у Мерседі (Merced)
7. Університет Каліфорнії у Ріверсайді (Riverside)
8. Університет Каліфорнії у Сан-Дієго (San Diego), UCSD
9. Університет Каліфорнії у Сан-Франциско (San Francisco)
10. Університет Каліфорнії у Санта-Барбарі (Santa Barbara), UCSB
11. Університет Каліфорнії у Санта-Крусі (Santa Cruz)

а також
- Коледж права Гейстингса (Hastings College of the Law)
- Обсерваторія Ліка (Lick Observatory)
- Інститут океанографії Скриппса (Scripps Institution of Oceanography)

## Дослідницькі центри
Каліфорнійський університет керує рядом дослідницьких центрів (національних лабораторій) Департаменту енергетики США. На 2006 рік під управлінням університету були Ліверморська національна лабораторія і Національна лабораторія ім. Лоуренса в Берклі. Раніше університет управляв Національною лабораторією Сандія і Лос-Аламоською національною лабораторією.
У 2018 році члени Каліфорнійського університету, разом із колегами з Інституту Карнегі та Гавайського університету, відкрили найвіддаленіший об'єкт у Сонячній системі — астероїд 2018 VG18, який вони згодом назвали «Farout» (120 а.о.)